# Duván Zapata
Duván Esteban Zapata Banguero (1991. április 1. –) kolumbiai válogatott labdarúgó, a Serie A-ban szereplő Torino csatára.
Zapata a kolumbiai América de Cali klubban kezdte pályafutását, később az argentin Estudiantes csapatában játszott. 2013 óta az olasz bajnokságban, a Serie A-ban szerepel, játszott a Napoli, az Udinese, a Sampdoria és az Atalanta és a Torino csapatában is.
Zapata 2017-ben debütált a kolumbiai válogatottban és részt vett a 2019-es és 2021-es Copa Américán.

## Pályafutása

### Klubcsapatokban

#### América de Cali
Zapata 2004-ben, 13 évesen csatlakozott az América de Cali ifjúsági akadémiájához, és 2008. május 18-án debütált az első csapatban a Boyacá Chicó elleni 3–2-es vereség alkalmával, ahol gólt is szerzett. 2008 júliusában Zapata a Boyaca Chicó elleni döntő mindkét mérkőzésén kezdett, azonban a Boyacá büntetőkkel legyõzte az Américát, és ezzel megnyerte a bajnoki címet. 2008 decemberében az America de Cali a döntőben az Independiente Medellín legyőzésével megnyerte a bajnoki címet, de Zapata egyik mérkőzésen sem lépett pályára.
2011. február 13-án az Estadio Pascual Guerrero stadionban a Deportivo Pereira elleni 3–2-es hazai győzelem alkalmával pályafutása első mesterhármasát érte el. 2011-es Apertura végén Zapata eligazolt a klubtól.

#### Estudiantes
2011. július 27-én kölcsönbe igazolt az Estudianteshez 120.000 dollárért. A szerződés egy 1,2 millió dolláros vásárlási opciót is tartalmazott. Debütálásakor Zapata gólt szerzett a Belgrano elleni 3-2-es győzelem alkalmával. Az Estudiantesnél töltött első évében Zapata alkalmanként a tartalékcsapatban is szerepelt. Ennek ellenére a 2012-es Clausura nyolc mérkőzésén négy gólt is szerzett. Abban az évben a kolumbiai bajnokság keretein belül Zapata összesen 11 mérkőzésen 5 gólt szerzett. 2012 nyarán az Estudiantes megvásárolta Zapata játékjogát az América de Calitól.
A 2012–13-as szezonban Zapata az Estudiantes alapemberévé vált, és számos európai klub, például a Beşiktaş érdeklődését is felkeltette, miután 31 mérkőzésen 13 gólt szerzett.
2013 júliusában a Premier League-ben szereplő West Ham United brit munkavállalási engedélyt kért Zapatának az esetleges átigazolása miatt. Bár a West Ham nem felelt meg az engedélyhez szükséges szokásos követelményeknek, mégis megpróbálta bebiztosítani az érkezését, mondván: ő egy különleges tehetség, aki fellendítené az angol csapat játékát. A West Ham tulajdonosai azonban hamarosan bejelentették a közösségi médiában, hogy visszalépnek az üzlettől, pedig már megegyeztek az Estudiantes-szel, hogy 6,7 millió fontot fizetnek a játékosért.

#### Napoli

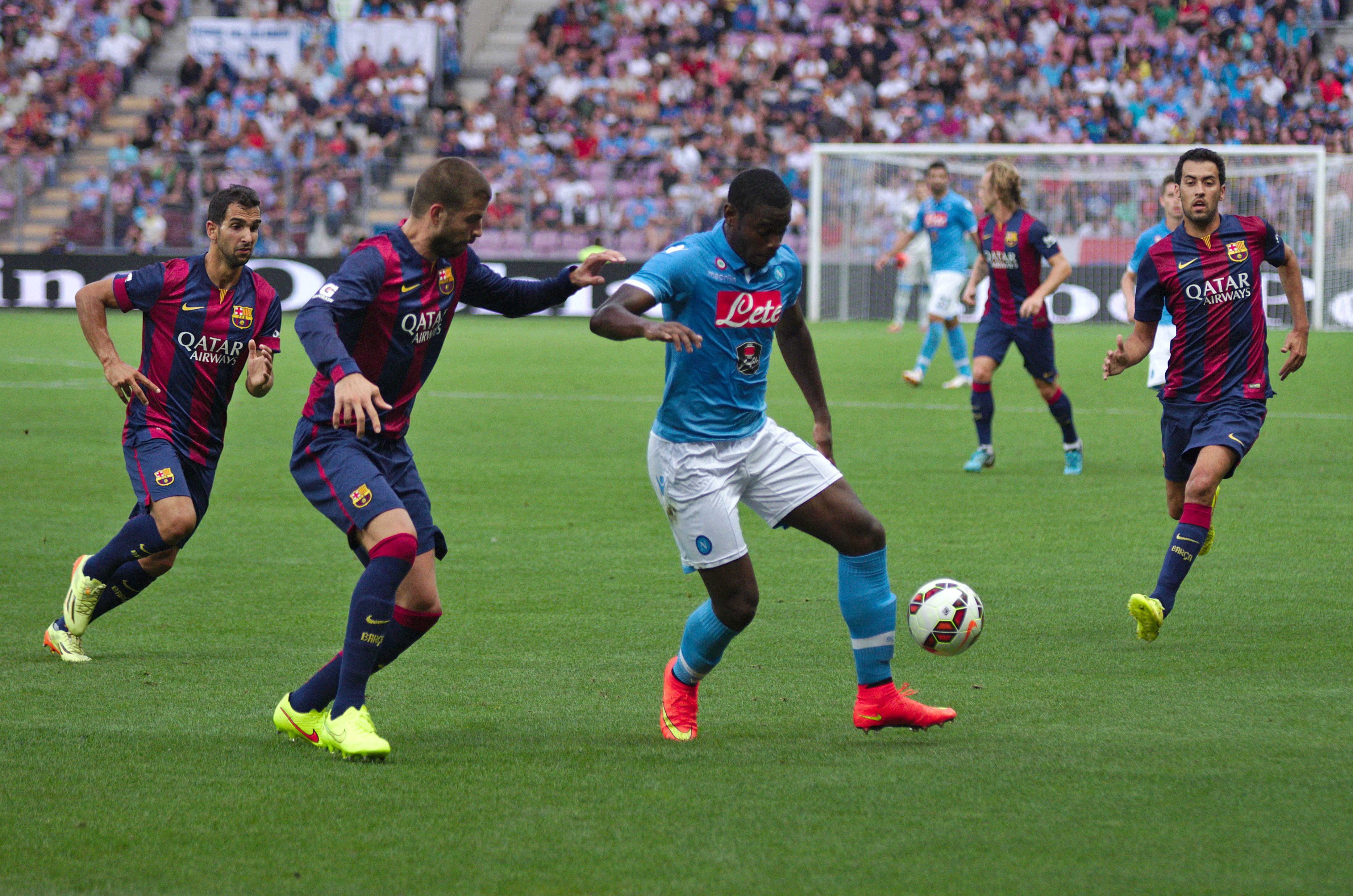
Zapata a Barcelona ellen 2014 augusztusában, a Napoli mezében

2013. augusztus 25-én Zapata 7,47 millió euróért a Serie A-ban szereplő Napolihoz igazolt. Szeptember 28-án, a Genoa ellen 2–0-ra megnyert mérkőzésen kezdett először a bajnokságban. Október 22-én, a Marseille elleni 2–1-re megnyert idegenbeli mérkőzésen megszerezte első gólját a Bajnokok Ligájában.
Zapata 2014. március 26-án szerezte első olasz bajnoki góljait, kettőt lőtt a Catania elleni 4-2-es győzelem alkalmával. A szezont öt góllal zárta, ebből kettőt az utolsó mérkőzésen, a Hellas Verona elleni 5–1-es győzelem alkalmával a Diego Armando Maradona Stadionban juttatott a hálóba.
2015. július 22-én Zapata két évre kölcsönbe került az Udinese csapatához, amely egy év után véglegesen szerződtetheti őt.
2017. augusztus 31-én Zapata a Sampdoriához szerződött egy idényre szóló kölcsönszerződéssel, vásárlási kötelezettséggel.

#### Atalanta
2018. július 12-én Zapata két szezonra szóló kölcsönszerződést kötött az Atalantával, amelyben vételi opció is volt.
2018. december 26-án Zapata kétszer is betalált a Juventus elleni 2–2-es döntetlen alkalmával. 2019. január 20-án Zapata négy gólt szerzett a Frosinone elleni 5–0-s idegenbeli győzelem alkalmával, ezzel ő lett az első Atalanta-játékos Hasse Jeppson óta, aki ezt a bravúrt 1952-ben érte el a Serie A-ban. A mesternégyesével 14-re emelte góljainak számát, így Cristiano Ronaldóval és Fabio Quagliarellával közösen a bajnokság góllövőlistájának élére került.
2019. január 30-án Zapata kétszer is betalált a Coppa Italia negyeddöntőjében a címvédő Juventus ellen 3–0-ra megnyert mérkőzésen. 2019-ben Zapata a Coppa Italia döntőjébe segítette az Atalantát, majd csapatával a Serie A harmadik, Bajnokok Ligája indulást érő helyen végzett, 23 bajnoki gólt szerezve, így a szezon végén Zapata bekerült a Serie A év csapatába.
2019. október 1-jén Zapata szerezte az Atalanta első gólját a Bajnokok Ligájában a Sahtar Doneck elleni 2–1-es vereség alkalmával.
2020. január 17-én az Atalanta véglegesen leigazolta Zapatát. Egy héttel később, három hónapig tartó sérülése után gólt szerzett a Torino elleni 7–0-s győzelem alkalmával. Július 11-én Zapata a Juventus elleni 2–2-es döntetlen alkalmával megszerezte 15. gólját a szezonban, ezzel 1952-es Juventus óta a először fordult elő, hogy egy Serie A-klubnak három olyan játékosa is volt, aki egy szezonban 15 vagy annál több gólt szerzett. Ez a bergamói csapat esetében Muriel, Iličić és Zapata volt.
2020. október 27-én a 2020–2021-es UEFA-bajnokok ligájában Zapata klubja az Ajax ellen 2–2-es döntetlent játszott, és ő két gólt szerzett. 2021. május 15-én Zapata lett az Atalanta legtöbb bajnoki gólt szerző külföldi játékosa Germán Denis mellett, amikor a Genoa ellen megszerezte 56. bajnoki gólját a klub színeiben.

#### Torino
2023. szeptember 1-jén a kolumbiai csatár egy évre szóló kölcsönszerződést kötött a Torino csapatával, a szerződés egy 7 millió vásárlási opciót is tartalmaz. December 4-én korábbi csapata, az Atalanta ellen nyújtott kiváló teljesítményt, ugyanis kettő gólt is lőtt Juan Musso kapujába. 2024. január 7-én együttese Napoli elleni mérkőzésén asszisztokból duplázott. Március 16-án 1-1 gólt és gólpasszt ért el az Udinese ellen, így a Torino mindkét góljában szerepet vállalt.
2024 nyarán végleg csatlakozott a klubhoz, és csapatkapitánnyá nevezték ki. Október 6-án egy idegenbeli mérkőzésen az Inter Milan ellen keresztszalag-sérülést szenvedett, ami miatt a 2024–2025-ös szezon hátralévő részét ki kell hagynia.

### A válogatottban
Zapata 2017 márciusában kapta meg első behívóját a kolumbiai válogatottba a 2018-as FIFA-világbajnokság selejtező Bolívia és Ecuador elleni mérkőzéseire. Március 23-án debütált, a Bolívia elleni 1–0-s hazai győzelem alkalmával Mateus Uribe helyére cserélték be a 64. percben.
2018 májusában Zapatát nevezték Kolumbia 35 fős keretébe a 2018-as oroszországi világbajnokságra, azonban a végleges 23 fős keretbe nem került be.
2019. május 30-án Zapata bekerült Kolumbia 23 fős végleges keretébe a 2019-es Copa Américára. Június 9-én, a tornát megelőző barátságos mérkőzésen megszerezte első válogatott gólját a Peru ellen idegenben 3–0-ra megnyert mérkőzés végén, miután félidőben Radamel Falcaót váltotta. Ezt követően az első két csoportmeccsen, Argentína (2–0) és Katar (1–0) ellen is betalált.
2021 júniusában bekerült Kolumbia keretébe a 2021-es brazíliai Copa Américára. Az Uruguay elleni negyeddöntő szétlövésében sikeresen értékesítette Kolumbia első büntetőrúgását. Kolumbia végül 0–0-s döntetlent követően 4–2-es büntetőpárbajban kiejtette Uruguayt. Végül válogatottja a harmadik helyet szerezte meg, Zapata pedig nem szerzett gólt, annak ellenére, hogy a tornán 7 is mérkőzésen szerepelt.

## Játékstílusa és megítélése
Zapatát elsősorban gyorsaságáról, támadómozgásairól, fizikális erejéről és gólszerző képességéről ismert. Általában középcsatárként játszik, és erősen, pontoson lő. Magasságának, erejének és robusztus testfelépítésének köszönhetően a levegőben is hatékony, ami segíti őt abban, hogy háttal a kapunak megtartsa a labdát, és bevonja csapattársait a támadásokba. Technikájának és mozgékonyságának köszönhetően az egy az egy elleni szituációkban is veszélyes. Emellett ismert védekező munkabírásáról és, hogy képes kiemelkedő szinten letámadni az ellenfeleket labda nélkül is.
2024-ben a Juventus-legenda és olasz válogatott védő, Leonardo Bonucci Zapatát nevezte meg a legkeményebb ellenfélként, akivel pályafutása során valaha szembenézett.

## Magánélete
Zapata a Vitóriaban futballozó kolumbiai válogatott védőnek, Cristián Zapatának az unokatestvére.

## Statisztika

### Klubcsapatokban
Legutóbb frissítve 2025. július 2-án
| Klub                   | Szezon         | Bajnokság           | Bajnokság | Bajnokság | Kupa  | Kupa  | Európai | Európai | Összesen | Összesen |
| Klub                   | Szezon         | Liga                | Mérk.     | Gólok     | Mérk. | Gólok | Mérk.   | Gólok   | Mérk.    | Gólok    |
| ---------------------- | -------------- | ------------------- | --------- | --------- | ----- | ----- | ------- | ------- | -------- | -------- |
| América de Cali        | 2008           | Categoría Primera A | 14        | 1         | 0     | 0     | 0       | 0       | 14       | 1        |
| América de Cali        | 2009           | Categoría Primera A | 6         | 0         | 0     | 0     | 0       | 0       | 6        | 0        |
| América de Cali        | 2010           | Categoría Primera A | 19        | 2         | 0     | 0     | –       | –       | 19       | 2        |
| América de Cali        | 2011           | Categoría Primera A | 13        | 5         | 2     | 1     | –       | –       | 15       | 6        |
| América de Cali        | Összesen       | Összesen            | 52        | 8         | 2     | 1     | 0       | 0       | 54       | 9        |
| Estudiantes            | 2011–12        | Primera División    | 11        | 5         | 0     | 0     | –       | –       | 11       | 5        |
| Estudiantes            | 2012–13        | Primera División    | 31        | 13        | 2     | 3     | –       | –       | 33       | 16       |
| Estudiantes            | 2013–14        | Primera División    | 2         | 1         | 0     | 0     | –       | –       | 2        | 1        |
| Estudiantes            | Összesen       | Összesen            | 44        | 19        | 2     | 3     | –       | –       | 46       | 22       |
| Napoli                 | 2013–14        | Serie A             | 16        | 5         | 1     | 0     | 5       | 2       | 22       | 7        |
| Napoli                 | 2014–15        | Serie A             | 21        | 6         | 1     | 0     | 9       | 2       | 31       | 8        |
| Napoli                 | Összesen       | Összesen            | 37        | 11        | 2     | 0     | 14      | 4       | 53       | 15       |
| Udinese (kölcsönben)   | 2015–16        | Serie A             | 25        | 8         | 1     | 0     | –       | –       | 26       | 8        |
| Udinese (kölcsönben)   | 2016–17        | Serie A             | 38        | 10        | 1     | 1     | –       | –       | 39       | 11       |
| Udinese (kölcsönben)   | Összesen       | Összesen            | 63        | 18        | 2     | 1     | –       | –       | 65       | 19       |
| Sampdoria (kölcsönben) | 2017–18        | Serie A             | 31        | 11        | 1     | 0     | –       | –       | 2        | 11       |
| Atalanta (kölcsönben)  | 2018–19        | Serie A             | 37        | 23        | 5     | 3     | 6       | 2       | 48       | 28       |
| Atalanta               | 2019–20        | Serie A             | 28        | 18        | 0     | 0     | 5       | 1       | 33       | 19       |
| Atalanta               | 2020–21        | Serie A             | 37        | 15        | 4     | 1     | 8       | 3       | 49       | 19       |
| Atalanta               | 2021–22        | Serie A             | 24        | 10        | 0     | 0     | 8       | 3       | 32       | 13       |
| Atalanta               | 2022–23        | Serie A             | 25        | 2         | 2     | 0     | –       | –       | 27       | 2        |
| Atalanta               | 2023–24        | Serie A             | 2         | 1         | 0     | 0     | –       | –       | 2        | 1        |
| Atalanta               | Összesen       | Összesen            | 153       | 69        | 11    | 4     | 27      | 9       | 191      | 82       |
| Torino (kölcsönben)    | 2023–24        | Serie A             | 35        | 12        | 1     | 0     | –       | –       | 36       | 12       |
| Torino                 | 2024–25        | Serie A             | 7         | 3         | 2     | 1     | –       | –       | 9        | 4        |
| Torino                 | Összesen       | Összesen            | 42        | 15        | 3     | 1     | 0       | 0       | 45       | 16       |
| Teljes karrier         | Teljes karrier | Teljes karrier      | 422       | 151       | 23    | 10    | 41      | 13      | 486      | 174      |

### A válogatottban
Legutóbb frissítve 2023. március 23-án
| Nemzet   | Év       | Mérk. | Gólok |
| -------- | -------- | ----- | ----- |
| Kolumbia | 2017     | 4     | 0     |
| Kolumbia | 2018     | 1     | 0     |
| Kolumbia | 2019     | 11    | 3     |
| Kolumbia | 2020     | 4     | 1     |
| Kolumbia | 2021     | 14    | 0     |
| Összesen | Összesen | 34    | 4     |

#### Góljai a válogatottban
| # | Dátum            | Helyszín                                                      | Ellenfél  | Gólja | Végeredmény | Kiírás                                     |
| - | ---------------- | ------------------------------------------------------------- | --------- | ----- | ----------- | ------------------------------------------ |
| 1 | 2019. június 9.  | Estadio Monumental, Lima, Peru                                | Peru      | 3–0   | 3–0         | Barátságos mérkőzés                        |
| 2 | 2019. június 15. | Itaipava Arena Fonte Nova, Salvador, Brazília                 | Argentína | 2–0   | 2–0         | 2019-es Copa América                       |
| 3 | 2019. június 19. | Estádio do Morumbi, São Paulo, Brazília                       | Katar     | 1–0   | 1–0         | 2019-es Copa América                       |
| 4 | 2020. október 9. | Roberto Melendez Metropolitan Stadium, Barranquilla, Kolumbia | Venezuela | 1–0   | 3–0         | 2022‑es labdarúgó‑világbajnokság‑selejtező |

## Sikerei, díjai

### Klubcsapatokkal
- América de Cali[55]
  - Categoría Primera A: 2008–II
- Napoli[55]
  - Olasz kupa: 2013–14
  - Olasz szuperkupa: 2013–14

### Válogatottal
U20-as válogatott
- Touloni Ifjúsági Torna: 2011

### Egyéni
- Serie A – Az év csapata: 2017–18[57]